# 東武バス熊谷営業所
東武バス熊谷営業所（とうぶバスくまがやえいぎょうしょ）は、かつて埼玉県熊谷市に存在した東武鉄道株式会社直営（バス事業本部）時代の東武バスの営業所である。

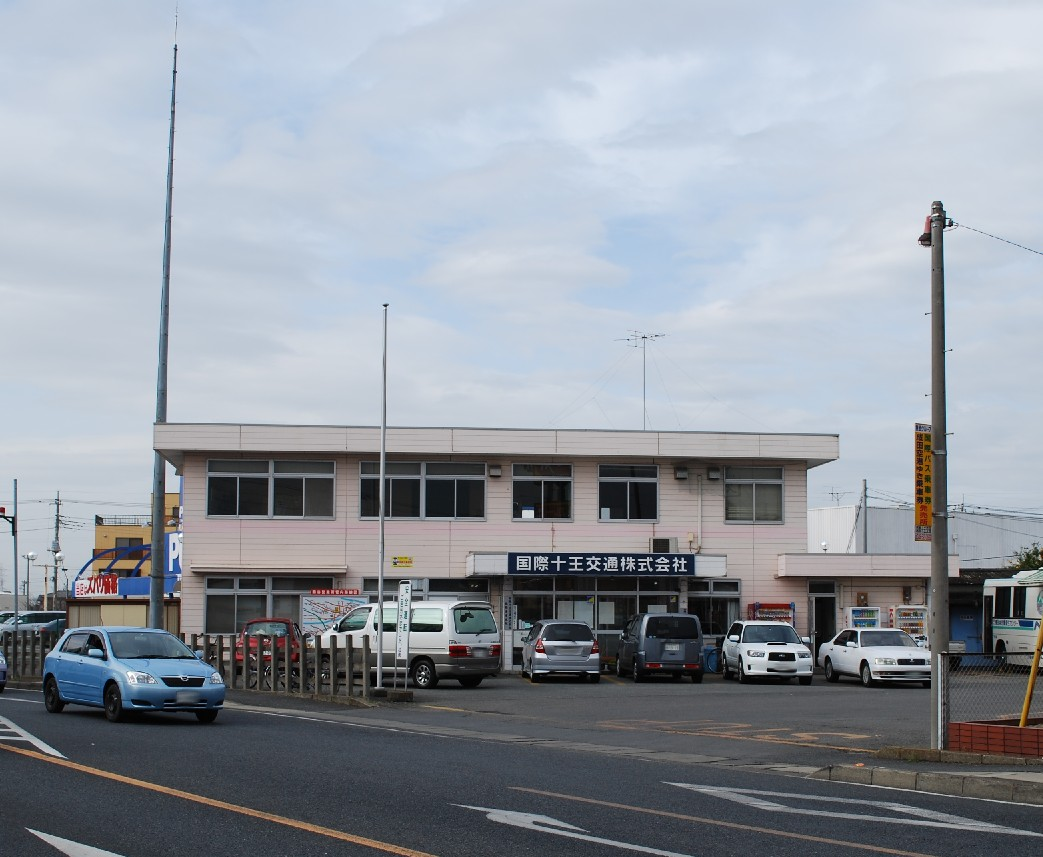
営業所事務所の現在の様子（熊谷営業所を継承した国際十王交通の本社兼熊谷営業所）新島車庫含め当時の建物がそのまま残され使用されている

## 概要
- 1939年5月10日に東武グループのバス事業者東武自動車が埼玉自動車を合併する事により、設置されたのが始まりである。
- 最盛期には、出張所を本庄・森林公園・行田に持ち、営業エリアは、長距離になれば大宮・浦和・川越・桐生・加須の各駅まで走る路線（熊谷営業所が運行担当だったかは不明）もあった。また東武バスの創成期には、東武バスの埼玉県内の拠点だったこともある。
- 末期には路線バス専門の営業所であったが、一時は観光バスも取扱っていたことがある。

## 終焉
- 1970年代・1980年代になると、モータリゼーションが進行、熊谷営業所管内でもバス利用者は急激に減っていった。
このため、大幅な路線廃止が行なわれた[1]。
- 群馬県では、他県に先駆けて営業所撤退が行われ、1999年4月、群馬県内最後の営業所である前橋営業所が閉所、残された群馬県最後の太田出張所が、熊谷営業所の管轄になった[2]。
- その半年後、太田出張所を子会社の朝日自動車株式会社（朝日バス）へ移管することで、群馬県内における東武バスの事務所が全て閉所となった。
- 2000年4月には、本庄出張所を同じく朝日自動車に移管した。これにより、群馬県内を走る東武バスの路線がすべて廃止[3]となり、熊谷営業所は群馬県内からの東武バス撤退を見送った形となった。
- 同10月には行田出張所を廃止し、路線と行田車庫を朝日自動車に移管、出張所は森林公園出張所のみとなった。
- 熊谷営業所本体も2001年3月31日をもって営業を終了し、東武バス熊谷営業所としての60年余りの歴史に幕を閉じた。
熊谷営業所は、熊谷でタクシー事業を行なっていた子会社の国際ハイヤー株式会社に移管、同社は新設したバス事業課として、翌4月1日付けで朝日自動車統括による朝日自動車グループ国際バスとして熊谷営業所・路線（一部除く）を引き継いだ（現在は、社名・ブランド名変更により、国際十王交通株式会社国際十王バス熊谷営業所）。
残された森林公園出張所は、一旦川越営業所の管轄となり、1年後に子会社の川越観光自動車株式会社（朝日自動車グループ川越観光バス）に移管した[4]。

## 所在地
- 埼玉県熊谷市大字新島263番地1

## 沿革
- 1920年 埼玉自動車 川越 - 松山町（現東松山市）路線開設。
- 1930年頃 埼玉自動車 熊谷・太田地区に路線拡大（熊谷から深谷・小川町・葛和田を結ぶ路線など）。
- 1933年 東武鉄道、埼玉自動車の太田地区の一部を買収し、それを元に毛武自動車（のちの東武自動車）設立。
- 1939年5月10日 東武鉄道グループ東武自動車が埼玉自動車を合併し、東武自動車 熊谷営業所（埼玉県熊谷市大字熊谷178[5]）となる。
- 1947年6月1日 東武鉄道が東武自動車を合併し、川越・草加周辺の直営バス事業と統合、同時に自動車局を新設し、東武鉄道 自動車局 熊谷営業所となる。
  - 熊谷営業所内に埼玉総合事務所が併設され、同事務所の管轄下に入る。
- 1949年11月 埼玉総合事務所を熊谷営業事務所に組織変更する。
- 1958年9月1日 熊谷営業事務所を廃止し、熊谷営業所は大宮に新設された埼玉県事務所の管轄となる。
  - 行田・東松山の各分所が出張所に組織変更。
- 1960年7月13日 東武鉄道が埼玉交通[6]の路線（篭原駅 - 間々田・妻沼）を買収、熊谷営業所に統合。
- 1961年 新島車庫新設。
- 1966年7月1日 小川町出張所新設。
- 1969年10月 営業所を新島車庫に移転。
- 1981年4月1日 埼玉県事務所が大宮業務部に組織変更。
  - 熊谷駅前案内所廃止。
- 1984年4月1日 自動車局がバス事業本部に組織変更、東武鉄道 バス事業本部 熊谷営業所となる。
  - 大宮業務部を埼玉運輸事務所に組織変更。
- 1989年4月1日 <出張所再編>
  - 本庄営業所が同営業所深谷出張所を統合の上、熊谷営業所傘下の出張所（本庄出張所）に組織変更する。
  - 東松山出張所を川越営業所に移管。
- 1995年9月1日 八木橋百貨店で買い物をして回数券がもらえるサービス開始（移管後の2007年9月30日を以て配布終了）。
- 1997年4月1日 小川町出張所および川越営業所東松山出張所を廃止統合し、森林公園出張所を新設。
- 1998年4月1日 埼玉運輸事務所を運輸事務所に組織変更。
- 1998年 バス共通カード導入。
- 1999年4月1日 前橋営業所の廃止に伴い同営業所の太田出張所が、熊谷営業所に移管される。
- 1999年10月1日 <群馬県からの東武バス関連施設全廃止および、熊谷地区からの東武バス撤退開始>
  - 太田出張所を廃止。路線・施設は朝日自動車に移管、太田営業所が承継。
  - ただし、急行熊谷駅 - （バイパス） - 妻沼線に関しては、一旦熊谷営業所直轄にする。
- 2000年1月11日 熊谷市街100円運賃設定（ワンコインバス）開始（後に籠原・深谷市街にも導入、移管後の2018年3月31日終了）。
- 2000年4月1日 ＜群馬県からの東武バス全路線廃止、撤退完了＞
  - 本庄出張所を廃止し、朝日自動車に移管、本庄営業所が承継。
  - 急行熊谷駅 - （バイパス） - 妻沼線を朝日自動車太田営業所に移管（同時に急行扱いを廃止し、一般路線へ移行）。
- 2000年10月1日 行田出張所を廃止し、朝日自動車に移管、既に東武バス加須営業所を承継していた加須営業所に編入。
さらに敷地の一部を関越交通行田営業所として新設（現存せず）。
- 2001年4月1日 ＜熊谷地区からの東武バス撤退＞
  - 森林公園出張所を川越営業所に移管。
  - 熊谷営業所本体を廃止し、森林公園出張所の一部路線を合わせて、国際ハイヤーに移管、熊谷営業所が承継。
ただし、熊谷駅 - 桐生競艇送迎便は、十王自動車に移管（その後撤退）。

移管後について、2003年末までは国際ハイヤーの沿革、2004年以降は国際十王交通熊谷営業所の沿革を参照のこと。

## 出張所
- 行田出張所（????開設〜2000年9月30日廃止移管）
朝日自動車（加須営業所）に路線・車庫（行田車庫）を移管し廃止[7]。
- 東松山出張所（????開設〜1989年3月31日移管）
川越営業所へ移管の後、小川町出張所と統合して、森林公園出張所となる。
- 小川町出張所（1966年7月1日開設〜1997年3月31日廃止）
東松山出張所と統合して、森林公園出張所となる。
- 本庄出張所（1989年4月1日組織変更〜2000年3月31日移管）
本庄営業所を組織変更し、熊谷営業所の出張所とした。本庄営業所時代は、深谷・寄居・児玉・鬼石の各出張所があった[8]。現在は朝日自動車に移管され、朝日バス本庄営業所。
- 森林公園出張所（1997年4月1日統合開設〜2001年3月31日移管）
東松山出張所・小川町出張所を統合して新設された。熊谷営業所本体の廃止に伴い、川越営業所へ移管された後、現在は川越観光自動車に移管され、川越観光バス森林公園営業所。
- 太田出張所（1999年4月1日移管〜1999年10月1日移管）
太田営業所を組織変更して、前橋営業所の出張所とした後、前橋営業所の廃止に伴い、子会社移管を前提とした一時措置として熊谷営業所に移管されたもの。太田営業所時代は、桐生・足利・館林・西小泉の各出張所があった。東武バスにおける、群馬県内最後の出先機関となった。現在は、朝日自動車に移管され、朝日バス太田営業所[9]。

## 車庫

### 拠点的車庫
- 新島車庫
熊谷営業所拠点の車庫であり、営業所事務所や整備工場を備え大規模であった。最盛期には、熊谷駅との回送系統以外にも各種路線の始発地でもあった。現在は、国際十王バス熊谷営業所の拠点車庫として継承・利用されている。
- 行田車庫
行田出張所拠点の車庫であり、出張所事務所も備えていた。廃止・朝日バス加須営業所への路線移管に伴い、敷地縮小の上、行田地区路線の待機場的車庫として継承・利用されていたが、2011年12月13日を以て閉鎖された。現在は、東武鉄道所有のまま不動産事業者の仲介によって賃貸事業が行われており、セブン-イレブン行田桜町3丁目店が営業している。
- 東松山駅前車庫
東松山出張所拠点の車庫であり、出張所事務所も備えていた。東松山駅に隣接していた。東松山出張所廃止と共に機能は廃され、その後も東松山駅発着路線[10]の折り返し・待機施設として使われていたが、再開発により閉鎖され、東松山市に土地譲渡され、暫定的に広場と時間貸し駐車場を経て、アパホテル＜埼玉東松山駅前＞となった。
- 小川町駅前車庫
小川町出張所拠点の車庫であり、出張所事務所も備えていた。小川町駅に隣接していた。小川町出張所廃止と共に機能は廃されたが、小川町駅発着路線[11]の折り返し・待機施設として使われている。
- 森林公園車庫
森林公園出張所拠点の車庫であり、出張所事務所も備えていた。森林公園駅に隣接していた。現在は、川越観光バスの拠点車庫として継承・利用されている。
- 宮本町車庫
本庄出張所拠点の車庫であり、出張所事務所も備えていた。現在は、朝日バス本庄営業所の拠点車庫として継承・利用されている。

### 待機場的車庫
- 銀座車庫
新島車庫が熊谷駅から比較的遠距離であること、車庫機能を残していた熊谷駅前観光案内所（熊谷営業所旧所在地）が再開発で閉鎖したため、一時的な待機施設として熊谷市街地国道17号上り線沿いに置いていた。東武バス熊谷営業所の最後まで稼動していたが、国際ハイヤーには移管されずそのまま閉鎖された（住宅地に転換）。
- 本畠車庫
主に小原循環線向けとして大里郡川本町（現・深谷市）本田地区にあった。国際ハイヤーに移管後も熊谷駅からの路線が継続され、終着地折り返し・待機用施設として継承・利用されていたものの、同路線の廃止に伴い閉鎖された（地主に返還、2025年現在も空き地）。
- 若小玉車庫
行田出張所管内にあった。移管よりも前（時期不明）に閉鎖されている（跡地不明）。
- 白石車庫
小川町駅からの路線の終着地折り返し・待機用として小川町出張所[12]管内にあった。川越観光自動車を経て、現在同路線を継承しているグループ外のイーグルバスの終着地折り返し施設として継承・利用されているが、待機・車庫機能は既に（時期不明）廃されており、「イーグルバス専用のUターンスペース兼パスベイを有した道路の一部」として、停留所名としてだけ残っている。
- 葛和田車庫
大里郡妻沼町（現・熊谷市）葛和田地区にあり、熊谷駅・妻沼駅（当時）・行田車庫などからの路線の終着地折り返し・待機用施設として熊谷営業所管内にあった。移管よりも前（時期不明）に閉鎖されている（跡地不明）。
- 深谷車庫
本庄出張所管内にあった（旧本庄営業所深谷出張所拠点の車庫であり、出張所事務所も備えていた）。移管よりも前（時期不明）に閉鎖されている（跡地は商業施設に転換）。
- 寄居車庫
本庄出張所管内にあった（旧本庄営業所寄居出張所拠点の車庫であり、出張所事務所も備えていた）。移管よりも前に閉鎖されたが、寄居車庫発着路線を廃止代替バスとして肩代わり運行している武蔵観光バスの施設として引き続き使われている。
- 児玉車庫
本庄出張所管内にあった（旧本庄営業所児玉出張所拠点の車庫であり、出張所事務所も備えていた）。朝日自動車移管時に児玉折返し場に改称され現存（ただし敷地面積は縮小している）。

## 待機場

### 常用待機場
- 滑川村中央公民館（現・滑川町コミュニティセンター）
熊谷駅-高根-東松山駅線の滑川役場前止まりは、滑川役場前のひとつ先（東松山駅寄り）の裏郷にある同公民館の駐車場を待機場として使用していた。1980年、同線のワンマン化と同時に滑川役場前止まりが消滅したことにより使用を終了した。

### 臨時待機場
- 滑川町役場（新庁舎）
森林公園駅-森林公園南口線はゴールデンウィークなどの繁忙期に大幅増便されるが、応援の車両を公園南口に近い滑川町役場の駐車場に待機させ、公園南口から乗客の溜まり具合に応じて無線で出庫の指令を出していた。公園南口ゲート付近の混雑を避け、南口入口から発車した。同線の担当が1997年に開設された森林公園出張所に変更されたことにより使用を終了した。

## 担当路線
熊谷地区の東武バスが撤退を開始する直前頃の路線を中心にまとめ、参考に各出張所の路線も掲載しているが、廃止時期が不明な路線もある関係上、かなり前に廃止された路線も含まれている可能性がある。
※その他関連路線については、旧東松山出張所・旧森林公園出張所・旧小川町出張所・旧森林公園出張所の項目も参考のこと。
なお、熊谷営業所・各出張所の担当別はせずに、系統番号順にしている。現在の項目で「現存」となっているのは、熊谷営業所を継承した、国際十王バス熊谷営業所（←国際バス熊谷営業所）で現在も運行されている路線を指すものである。
| 系統番号         | 担当 | 路線名（始発地-経由地-終着地）                       | 現在                                                                                                 |
| <熊谷XX系統>     |      |                                                      | |
| 熊01             | 行田 | 熊谷駅-行田車庫                                      | 廃止（2015年1月）                                                                                    |
| 熊01             | 行田 | 石原水戸屋-熊谷駅-行田車庫                           | 廃止                                                                                                 |
| 熊01             | 行田 | 熊谷駅-流通センター-行田車庫                         | 廃止（2015年1月）                                                                                    |
| 熊02             | 熊谷 | 熊谷駅-（旧道）-行田車庫                             | 廃止                                                                                                 |
| 熊03             | 熊谷 | 熊谷駅-見晴-新島車庫                                 | 廃止                                                                                                 |
| 熊04             | 熊谷 | 熊谷駅-久保島-籠原駅                                 | 廃止                                                                                                 |
| 熊04             | 熊谷 | 久保島循環                                           | 廃止                                                                                                 |
| 熊05             | 熊谷 | 熊谷駅-椚                                            | 廃止                                                                                                 |
| 熊06             | 熊谷 | 熊谷駅-（箱田通り）-葛和田                           | 国際バス移管後 「さいたま博通り」経由に変更                                                          |
| 熊06             | 熊谷 | 熊谷駅-（箱田通り）-葛和田車庫                       | 廃止                                                                                                 |
| 熊06             | 熊谷 | 熊谷駅-（箱田通り）-利根大堰                         | 廃止                                                                                                 |
| 熊06             | 熊谷 | 熊谷駅-（箱田通り）-上中条                           | 廃止                                                                                                 |
| 熊07             | 行田 | 熊谷駅-星宮-行田車庫                                 | 廃止                                                                                                 |
| 熊08             | ？   | 新島車庫-熊谷駅-（旧道）-鴻巣駅-免許センター         | 廃止                                                                                                 |
| 熊08             | ？   | 新島車庫-熊谷駅-（旧道）-鴻巣駅-上尾車庫             | 廃止                                                                                                 |
| 熊09             | 熊谷 | 熊谷駅-奈良-籠原駅                                   | 廃止                                                                                                 |
| 熊10             | 熊谷 | 本畠小原循環                                         | 国際ハイヤーへの 移管時に廃止                                                                        |
| 熊10             | 熊谷 | 熊谷駅-本畠車庫                                      | 国際バス時代に廃止                                                                                   |
| 熊10             | 熊谷 | 熊谷駅-上三ツ本                                      | 国際十王バスになり廃止                                                                               |
| 熊10             | 熊谷 | 熊谷駅-県立循環器呼吸器病センター                    | 現存                                                                                                 |
| 熊11             | ？   | 熊谷駅-羽生駅                                        | 廃止                                                                                                 |
| 熊11             | 熊谷 | 熊谷駅-犬塚                                          | 現存                                                                                                 |
| 熊12（旧）       | 熊谷 | 箱田循環                                             | 廃止                                                                                                 |
| 熊12（新）       | 熊谷 | 熊谷駅-上岡-農大三高                                 | 廃止                                                                                                 |
| 熊13（旧）       | 熊谷 | 熊谷駅-東芝                                          | 廃止                                                                                                 |
| 熊13（新）       | 熊谷 | 熊谷駅-石原-新島車庫                                 | 現存                                                                                                 |
| 熊14             | 熊谷 | 新島車庫-熊谷駅-（新道）-鴻巣駅入口                  | 廃止                                                                                                 |
| 熊14             | 熊谷 | 新島車庫-熊谷駅-（新道）-鴻巣駅入口-上尾車庫         | 廃止                                                                                                 |
| 熊15             | 熊谷 | 熊谷駅-市役所前-新島車庫                             | 廃止                                                                                                 |
| 熊16             | 熊谷 | 中西循環                                             | 廃止                                                                                                 |
| 熊17             | 熊谷 | 曙町循環                                             | 廃止                                                                                                 |
| 熊18             | 本庄 | 熊谷駅-深谷駅                                        | 国際十王バスになり廃止（2020年3月）                                                                  |
| 熊18             | 本庄 | 熊谷駅-篭原                                          | 国際バス移管時に 移転の上、「籠原」に表記変更 国際十王バスになり 籠原駅まで延長する形で 廃止、臨時化 |
| 熊18             | 本庄 | 熊谷駅-深谷車庫                                      | 廃止                                                                                                 |
| 熊18             | 本庄 | 深谷駅-本庄駅                                        | 廃止                                                                                                 |
| 熊19             | 熊谷 | 熊谷駅-薬王寺-森林公園南口                           | 廃止                                                                                                 |
| [直通]           | 熊谷 | 熊谷駅-熊谷スポーツ文化公園（ラグビー場）            | 臨時路線 現存                                                                                        |
|                  |      |                                                      | |
| <行XX系統>       |      |                                                      | |
| 行01             | 行田 | 行田車庫-葛和田車庫                                  | 廃止                                                                                                 |
| 行02             | 行田 | 行田駅-行田車庫                                      | 廃止                                                                                                 |
|                  |      |                                                      | |
| <吹XX系統>       |      |                                                      | |
| 吹01             | 行田 | 吹上駅-佐間-行田車庫                                 | 現 朝日バス加須営業所路線                                                                            |
| 吹01             | 行田 | 吹上駅-佐間-若小玉車庫                               | 廃止                                                                                                 |
| 吹01             | 行田 | 吹上駅-佐間-行田車庫-行田工業団地                    | 現 朝日バス加須営業所路線                                                                            |
| 吹02             | 行田 | 吹上駅-前谷-行田車庫                                 | 現 朝日バス加須営業所路線                                                                            |
| 吹02             | 行田 | 吹上駅-忍城バイパス-行田車庫                         | 廃止                                                                                                 |
|                  |      |                                                      | |
| <篭XX系統>       |      |                                                      | |
| 篭01             | 熊谷 | 観音山循環                                           | 廃止                                                                                                 |
| 篭02             | 熊谷 | 篭原駅-新島車庫                                      | 廃止                                                                                                 |
| 篭03             | 熊谷 | 篭原駅-日本鋼管                                      | 廃止                                                                                                 |
| 篭04             | 熊谷 | 篭原駅-工業団地                                      | 廃止                                                                                                 |
| 篭05             | 熊谷 | 篭原駅-御稜威ヶ原工業団地                            | 廃止                                                                                                 |
| 篭06             | 熊谷 | 篭原駅-観音山                                        | 廃止                                                                                                 |
|                  |      |                                                      | |
| <妻XX系統>       |      |                                                      | |
| 妻01             | 熊谷 | 妻沼駅-篭原駅                                        | 廃止                                                                                                 |
| 妻02             | 熊谷 | 妻沼駅-葛和田車庫                                    | 廃止                                                                                                 |
|                  |      |                                                      | |
| <深XX系統>       |      |                                                      | |
| 深01             | 本庄 | 深谷駅-高島                                          | 廃止                                                                                                 |
| 深01             | 本庄 | 高島循環                                             | 廃止                                                                                                 |
| 深01             | 本庄 | 深谷駅-諏訪神社入口                                  | 廃止                                                                                                 |
| 深02             | 本庄 | 深谷駅-江原                                          | 廃止                                                                                                 |
| 深03             | 本庄 | 深谷駅-中瀬農協                                      | 廃止                                                                                                 |
| 深04             | 本庄 | 深谷駅-市の坪                                        | 廃止                                                                                                 |
| 深05             | 本庄 | 深谷駅-上折の口                                      | 廃止                                                                                                 |
| 深05             | 本庄 | 深谷駅-運動公園                                      | 廃止                                                                                                 |
| 深06             | 本庄 | 深谷駅-東芝                                          | 廃止                                                                                                 |
| 深07             | 本庄 | 深谷駅-横瀬                                          | 廃止                                                                                                 |
| 深07             | 本庄 | 深谷駅-深谷車庫                                      | 廃止                                                                                                 |
| 深08             | 本庄 | 深谷駅-日赤-上柴団地                                 | 廃止                                                                                                 |
|                  |      |                                                      | |
| <本XX系統>       |      |                                                      | |
| 本01             | 本庄 | 宮本町車庫-本庄駅-児玉車庫                           | 現 朝日バス本庄営業所路線                                                                            |
| 本01             | 本庄 | 本庄駅-いろは橋                                      | 廃止                                                                                                 |
| 本01             | 本庄 | 本庄駅-児玉車庫                                      | 現 朝日バス本庄営業所路線                                                                            |
| 本01             | 本庄 | 宮本町車庫-本庄駅-いろは橋                           | 廃止                                                                                                 |
| 本02             | 本庄 | 本庄駅-鬼石                                          | 現 朝日バス本庄営業所路線                                                                            |
| 本02             | 本庄 | 本庄駅-三町                                          | 廃止                                                                                                 |
| 本02             | 本庄 | 本庄駅-丹荘駅                                        | 朝日バス本庄営業所 への移管時に廃止                                                                  |
| 本03             | 本庄 | 本庄駅-沖電気-鬼石                                   | 現 朝日バス本庄営業所路線                                                                            |
| 本03             | 本庄 | 本庄駅-沖電気-三町                                   | 廃止                                                                                                 |
| 本03             | 本庄 | 本庄駅-沖電気                                        | 朝日バス本庄営業所になり廃止                                                                         |
| 本03             | 本庄 | 本庄駅-宮本町車庫                                    | 現 朝日バス本庄営業所路線                                                                            |
| 本03             | 本庄 | 本庄駅-沖電気-丹荘駅                                 | 廃止                                                                                                 |
| 本04             | 本庄 | 宮本町車庫-本庄駅-秦沢農協                           | 廃止                                                                                                 |
| 本04             | 本庄 | 本庄駅-秦沢農協                                      | 廃止                                                                                                 |
| 本05             | 本庄 | 宮本町車庫-本庄駅-横瀬                               | 廃止                                                                                                 |
| 本05             | 本庄 | 本庄駅-横瀬                                          | 廃止                                                                                                 |
|                  |      |                                                      | |
| <寄XX系統>       |      |                                                      | |
| 寄01             | 本庄 | 寄居車庫-本庄駅                                      | 廃止                                                                                                 |
| 寄02             | 本庄 | 寄居車庫-深谷駅                                      | 廃止                                                                                                 |
|                  |      |                                                      | |
| <児XX系統>       |      |                                                      | |
| 児01             | 本庄 | 猪俣入口-児玉車庫-鬼石                               | 廃止                                                                                                 |
| 児01             | 本庄 | 児玉車庫-鬼石                                        | 廃止                                                                                                 |
| 児06             | 本庄 | 猪俣入口-児玉車庫-本庄駅-宮本町車庫                  | 廃止                                                                                                 |
| 児06             | 本庄 | 猪俣入口-児玉車庫-本庄駅                             | 廃止                                                                                                 |
|                  |      |                                                      | |
| <小XX系統>       |      |                                                      | |
| 小01             | 熊谷 | 小川町駅-熊谷駅                                      | 森林公園出張所開設時に 熊谷営業所に移管。 現存                                                       |
| 小01             | 熊谷 | 小川町駅-循環器呼吸器病センター-熊谷駅               | 現存                                                                                                 |
| 小01             | 熊谷 | 小川町駅-農業教育センター                            | 国際バス移管後 農業教育センター→小川町駅 片運転のみ                                                  |
| 小01             | 熊谷 | 熊谷駅-大沼公園                                      | 現存                                                                                                 |
| 小02             | 森林 | 小川町駅-皆谷-白石車庫                               | 川越営業所森林公園出張所 →川越観光バスを経て 現 イーグルバス路線                                     |
| 小02             | 森林 | 小川町駅-皆谷                                        | 川越営業所森林公園出張所 →川越観光バスを経て 現 イーグルバス路線                                     |
| 小03             | 森林 | みどりヶ丘循環                                       | 川越営業所森林公園出張所を 経て、現 川越観光バス路線                                                 |
| 小07             | 森林 | 小川町駅-小川パークヒル                              | 川越営業所森林公園出張所を 経て、現 川越観光バス路線                                                 |
|                  |      |                                                      | |
| <東松XX系統>     |      |                                                      | |
| 東松01           | 共管 | 東松山駅-上岡-熊谷駅                                 | 現存                                                                                                 |
| 東松01           | 共管 | 東松山駅-上岡-上岡地蔵前                             | 国際十王バスになり事実上廃止                                                                         |
| 東松01           | 熊谷 | 熊谷駅-上岡-冑山                                     | 現存                                                                                                 |
| 東松01           | 共管 | 東松山駅-上岡-森林公園北口-熊谷駅                    | 国際十王バスになり廃止                                                                               |
| 東松04（旧）     | 熊谷 | 東松山駅-大里吉見-熊谷駅                             | 廃止                                                                                                 |
| 東松04（新）     | 森林 | 東松山駅-農大三高                                    | 国際バスへの移管時に廃止                                                                             |
| 東松05           | 熊谷 | 東松山駅-森林公園駅-羽尾-山中-薬王寺-熊谷駅          | 廃止                                                                                                 |
| 東松05           | 熊谷 | 立正大学-熊谷駅                                      | 国際十王バスになり廃止                                                                               |
| 東松06（旧1）    | 熊谷 | 東松山駅-森林公園駅-高根-小原-熊谷駅                 | 廃止                                                                                                 |
| 東松06（旧1）    | 熊谷 | 滑川役場前-高根-小原-熊谷駅                          | 廃止                                                                                                 |
| 東松06（旧2）    | 熊谷 | 熊谷駅-大里吉見                                      | 廃止                                                                                                 |
| 東松06（新）     | 熊谷 | 立正大学-熊谷駅南口                                  | 現存 1999年4月1日運行開始                                                                            |
|                  |      |                                                      | |
| <森林XX系統>     |      |                                                      | |
| 森01             | 森林 | 森林公園駅-森林公園南口                              | 川越営業所森林公園出張所を 経て、現 川越観光バス路線                                                 |
| 森02             | 熊谷 | 森林公園駅-森林公園中央口                            | 現 川越観光バス臨時路線                                                                              |
| 森03             | 熊谷 | 森林公園駅-公園西口-立正大学-熊谷駅                  | 現存                                                                                                 |
| 森04（旧）       | 熊谷 | 森林公園駅-滑川中学校-山中-立正大学-熊谷駅           | 廃止                                                                                                 |
| 森04（新）       | 熊谷 | 森林公園駅-羽尾-山中-立正大学-熊谷駅                 | 廃止                                                                                                 |
| 森05             | 熊谷 | 森林公園駅-公園西口-立正大学                         | 現存                                                                                                 |
| 森06             | 熊谷 | 森林公園駅-四季の湯温泉-立正大学-熊谷駅              | 国際十王バスになり廃止                                                                               |
| 森06             | 熊谷 | 森林公園駅-公園南口入口-四季の湯温泉-立正大学-熊谷駅 | 国際十王バスになり廃止                                                                               |
| -                | 共管 | 森林公園南口駐車場-ウォーターランド                  | 臨時路線 東武バスウエスト・国際バス ・川越観光バスに移管後 ウォーターランド廃止 につき運行終了       |
| -                | 共管 | 森林公園駅-ウォーターランド                          | 臨時路線 東武バスウエスト・国際バス ・川越観光バスに移管後 ウォーターランド廃止 につき運行終了       |
|                  |      |                                                      | |
| <妻沼・太田地区> |      |                                                      | |
| -                | 太田 | 熊谷駅-（旧道）-妻沼仲町-太田駅                      | 現 朝日バス太田営業所路線                                                                            |
| -                | 太田 | 熊谷駅-（旧道）-妻沼仲町-西小泉駅                    | 現 朝日バス太田営業所路線                                                                            |
| -                | 太田 | 熊谷駅-（旧道）-妻沼                                 | 現 朝日バス太田営業所路線                                                                            |
| -                | 太田 | 熊谷駅-（旧道）-妻沼聖天前                           | 現 朝日バス太田営業所路線                                                                            |
| 急行             | 熊谷 | 熊谷駅-（バイパス）-妻沼                             | 現 朝日バス太田営業所路線                                                                            |

## 参考書籍
1. BJエディターズ『BJハンドブック R54 朝日自動車』BJエディターズ、2005年1月1日、ISBN 4-4340-5322-1
2. BJエディターズ『BJハンドブック R52 東武バス』BJエディターズ、2004年5月1日、ISBN 4-4340-4072-3